# Promachus triflagellatus
Promachus triflagellatus là một loài ruồi trong họ Asilidae. Promachus triflagellatus được Frey miêu tả năm 1923. Loài này phân bố ở miền Ấn Độ - Mã Lai.